# Ammasso della Macchina Pneumatica
L'Ammasso della Macchina Pneumatica (o Abell S636) è un ammasso di galassie situato in direzione dell'omonima costellazione facendo parte del più vasto Superammasso dell'Idra-Centauro. L'Ammasso della Macchina Pneumatica è il terzo ammasso più vicino al nostro Gruppo Locale dopo l'Ammasso della Vergine e l'Ammasso della Fornace. Dista dalla Terra 132,1 milioni di anni luce (40,5 megaparsec).
Da non confondere con la Galassia Nana della Macchina Pneumatica.
L'Ammasso della Macchina Pneumatica è un raro di tipo III della classificazione di Bautz-Morgan in quanto è privo di una galassia centrale dominante (cD).
Ad ogni modo, sull'ammasso dominano due galassie ellittiche massicce, NGC 3268 e NGC 3258, e sono presenti altre galassie per un totale di circa 234 componenti. 
Posto a confronto con altri ammassi, come quello della Vergine e della Fornace, si presenta estremamente denso, tanto da contenere galassie primordiali e una grande quantità di galassie nane ellittiche. 
L'Ammasso della Macchina Pneumatica è suddiviso in due gruppi di galassie, il sottogruppo Settentrionale che gravita intorno a NGC 3268, e il sottogruppo Meridionale centrato su NGC 3258.
L'ammasso ha un redshift complessivo di z= 0,0087, quindi, come la maggior parte degli oggetti dell'universo osservabile, si sta allontanando dal Gruppo Locale.
I dati derivanti dalle osservazioni ai raggi X dell'ormai obsoleto satellite scientifico ASCA evidenziano che l'ammasso è quasi isotermico, con una temperatura media di kT ~ 2.0 keV.

## Elenco delle principali galassie dell'Ammasso della Macchina Pneumatica
- NGC 3257[1][3]
- NGC 3258[1][3]
- NGC 3258A[3]
- NGC 3258B[3]
- NGC 3260[3]
- NGC 3267[3]
- NGC 3268[3]
- NGC 3269[1][3]
- NGC 3271[1][3]
- NGC 3273[3]
- NGC 3568[1][3]

## Letture consigliate
- Burnham Jr., Robert (1978) Burham's Celestial Handbook Revised Edition Vol. 1 of 3. Dover Publications. New York ISBN 0-486-24063-0